# Adetus flavescens
Adetus flavescens är en skalbaggsart som beskrevs av Julius Melzer 1934. Adetus flavescens ingår i släktet Adetus och familjen långhorningar. Inga underarter finns listade i Catalogue of Life.